# 고방오리

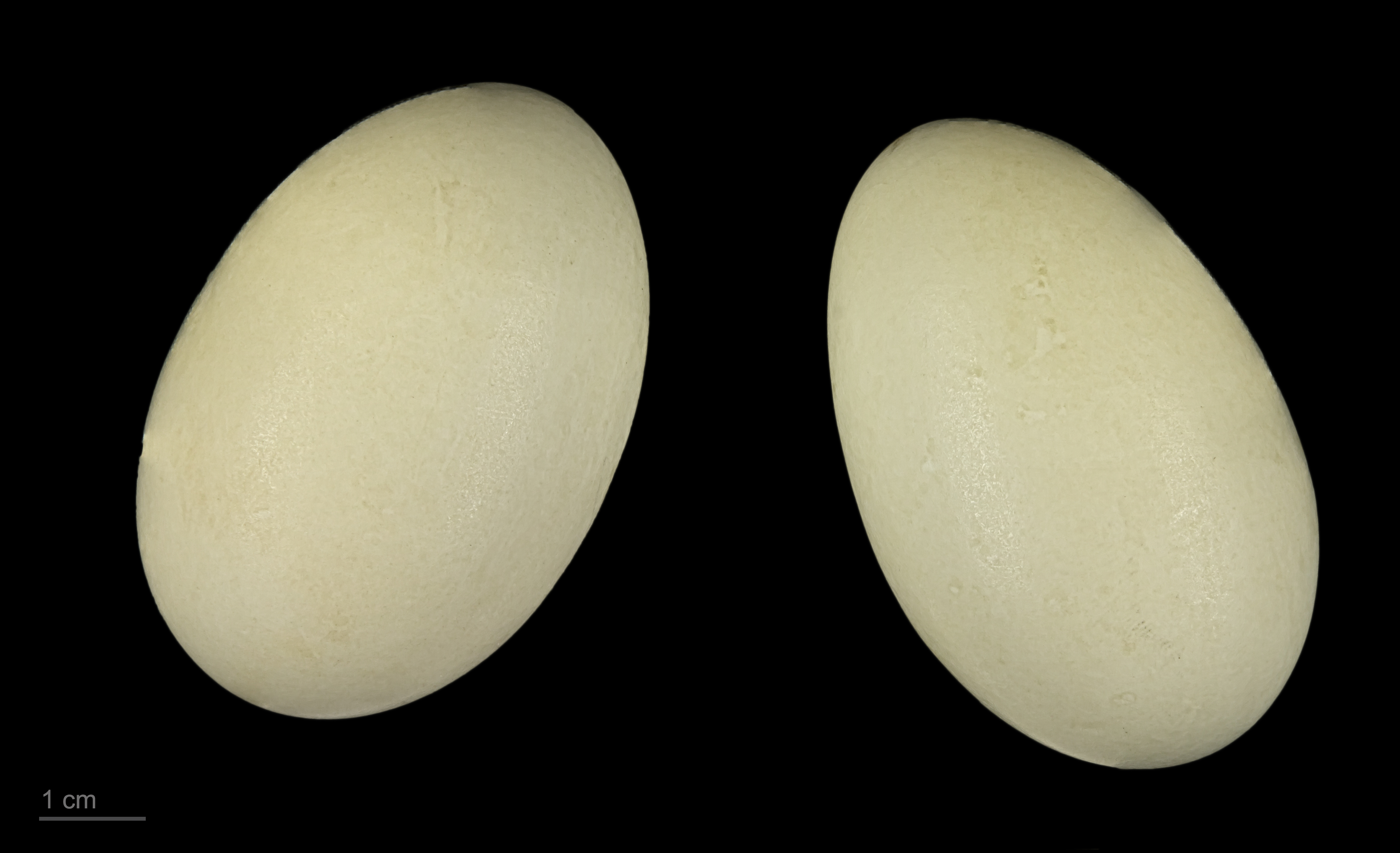
Anas acuta

고방오리(학명: Anas acuta)는 기러기목 오리과의 한 종으로, 남아메리카를 제외한 모든 대륙에서 서식하는 철새이다. 한국에서는 겨울철새이며, 몸길이는 수컷이 최대 75cm, 암컷이 최대 56cm 정도이다.

## 생활권
강, 하구, 하천, 간척지, 초습지, 저수지 등에서 생활한다. 낮에는 큰 무리가 물 위에서 휴식을 취하며 일몰시에서 새벽까지 땅 위의 논과 밭에서 먹이를 구한다.

## 먹이
산란기 전후에는 동물성 무척추동물을 먹는다. 비번식기에는 수초, 풀씨, 잎, 줄기 등을 먹이로 삼는다.